# سيفرسك
سيفرسك (بالإنجليزية: Seversk)‏ هي مدينة، وكيان إداري إقليمي في روسيا، تتبع تومسك أوبلاست، بلغ عدد سكانها 108134  نسمة، في 2016، تبلغ مساحتها 18 كيلومتر مربع، رمزها البريدي هو 636000.

## أعلام
- ليوبوف يغوروفا